# اتحاد باراغواي لكرة القدم

الشعار السابق للاتحاد الباراغواياني

تأسس الاتحاد الباراغواياني لكرة القدم في عام 1906م وانضم إلى الإتحاد الدولي لكرة القدم في 1925م وإنضم إلى اتحاد أمريكا الجنوبية لكرة القدم في 1921م.

## روابط إضافية
- Official APF site